# Dlib
Dlibは、C++言語で書かれた汎用目的のクロスプラットフォームソフトウェアライブラリである。契約プログラミングとコンポーネントベースソフトウェア工学の考えに強い影響を受けている。そのため、第一に、独立したソフトウェアコンポーネントの集合という構成になっている。Boost Software Licenseの元に公開されているオープンソースソフトウェアである。
2002年に開発が開始されて以降、Dlibは幅広い種類のツールに組み込まれるようになった。2016年時点では、nネットワーク、スレッド、GUI、データ構造、線形代数、機械学習、画像処理、データマイニング、XMLおよびテキストのパース、数理最適化、ベイジアンネットワークなど、幅広い分野の処理を行うためのソフトウェアコンポーネントが開発されている。近年は、統計的機械学習のための幅広いツールセットの開発に力を入れており、2009年には、DlibはJournal of Machine Learning Researchで論文を発表した。以降、この論文は様々な分野で引用されている。